# میساکو رنبوتسو
میساکو رنبوتسو (انگلیسی: Misako Renbutsu؛ زادهٔ ۲۷ فوریهٔ ۱۹۹۱) بازیگر ژاپنی است. وی از سال ۲۰۰۶ میلادی تاکنون مشغول فعالیت بوده‌است.
از فیلم‌هایی که وی در آن نقش داشته‌است، می‌توان به باتری و پرونده قتل سفیدبرفی اشاره کرد.